# Roditeljstvo
 Ovo je glavno značenje pojma Roditeljstvo. Za druga značenja pogledajte Roditelji.
Roditeljstvo ili odgoj djece (eng. parenting) promiče i podržava tjelesni, emocionalni, društveni i intelektualni razvoj djeteta od najranije do odrasle dobi. Roditeljstvo se odnosi na zamršenost odgoja djeteta, a ne isključivo na biološki odnos.
Najčešći skrbnik djetetu jest otac ili majka odnosno oboje, biološki roditelji ili posvojitelji pojedinog djeteta. Skrbnik može biti stariji brat, očuh, baka i djed, zakonski skrbnik, drugi članovi obitelji ili obiteljski prijatelj. Država i društvo također mogu imati ulogu u odgoju djece. U mnogim slučajevima djeca bez odgovarajuće roditeljske skrbi dobivaju roditeljsku skrb iz neroditeljskih ili krvnih veza. Njih mogu odgajati udomitelji ili mogu biti smještena u ustanovu za djecu. Djeca bez roditeljske skrbi mogu biti posvojena.

## Čimbenici koji utječu na roditeljstvo
Društvena klasa, socijalni status, kultura i prihod roditelja imaju vrlo snažan utjecaj na metode odgoja djece. Kulturološke vrijednosti igraju veliku ulogu u tome kako roditelj odgaja svoje dijete. Međutim, koncept roditeljstva se razvija s vremenom, s promjenom kulturoloških praksi, društvenih normi i tradicije. To pokazuju i istraživanja o čimbenicima koji utječu na roditeljske odluke.

## Roditeljski stilovi
Roditeljski stilovi razlikuju se ovisno o povijesnom razdoblju, rasi ili etničkoj pripadnosti, društvenoj klasi, sklonostima i nekim drugim društvenim značajkama. Nadalje, istraživanja pokazuju da povijest odgajanja, u smislu privrženosti različitim kvalitetama i roditeljske psihopatologije, osobito nakon neugodnih iskustava, može snažno utjecati na roditeljsku osjetljivost i ishode djeteta.
Razvojna psihologinja Diana Baumrind identificirala je tri glavna roditeljska stila u ranom razvoju djeteta: autoritativni, autoritarni i popustljivi. Ti su stilovi roditeljstva naknadno prošireni na četiri tako da uključuju i neuključeni stil. Istraživanje je otkrilo da je roditeljski stil značajno povezan s kasnijim mentalnim zdravljem i dobrobiti djeteta. Konkretno, autoritativno roditeljstvo pozitivno je povezano s mentalnim zdravljem i zadovoljstvom životom, a autoritarno roditeljstvo negativno je povezano s tim varijablama. S autoritarnim i popustljivim roditeljstvom na suprotnim stranama spektra, većina konvencionalnih suvremenih modela roditeljstva nalazi se negdje između.

### Autoritativni stil roditeljstva
Autoritativan ili dosljedni stil kombinira čvrstu roditeljsku kontrolu i veliku emocionalnu toplinu. Autoritativni roditelji oslanjaju se na podržavanje poželjnih ponašanja i rijetku primjenu kazne. Roditelji su svjesniji djetetovih osjećaja i sposobnosti te podržavaju razvoj djetetove autonomije u razumnim granicama. U komunikaciji roditelj-dijete postoji atmosfera davanja i uzimanja, a kontrola i podrška su uravnotežene. Neka istraživanja  su pokazala da je ovaj stil roditeljstva blagotvorniji od previše tvrdog autoritarnog stila ili previše mekog dopuštajućeg stila. Kad se primjenjuje bez fizičkog kažnjavanja, postižu se najpovoljniji rezultati s najmanje problema. Djeca postižu bolje rezultate u smislu sposobnosti, mentalnog zdravlja i društvenog razvoja od one koja odgajaju roditelji s popustljivim, autoritarnim ili zanemarujućim stilovima.

### Autoritarni stil roditeljstva
Autoritarni roditelji su vrlo kruti i strog. Pred djetetom se postavljaju visoki zahtjevi, ali postoji malo emocionalne topline. Roditelji koji prakticiraju roditeljstvo u autoritarnom stilu imaju strogo postavljena pravila i očekivanja o kojima se ne može pregovarati i zahtijevaju rigidnu poslušnost. Kad se pravila ne poštuju, kazna se često koristi za osiguravanje buduće poslušnosti.  Obično nema objašnjenja kazne osim da je dijete u neprilici zbog kršenja pravila.  Ovaj roditeljski stil snažno je povezan s tjelesnim kažnjavanjem. Tipičan odgovor na djetetovo pitanje autoriteta često je: "jer sam ja tako rekao/la". Diana Baumrind je otkrila da su djeca odgajana u autoritarnom stilu manje vesela, lošijeg raspoloženija i podložnija stresu. U mnogim slučajevima ta su djeca pokazala pasivnu agresiju. Ovaj roditeljski stil može negativno utjecati na obrazovni uspjeh i karijeru, dok čvrst i ohrabrujući roditeljski stil utječe pozitivno.

### Popustljivi stil roditeljstva
Popustljivo roditeljstvo postalo je nakon Drugog svjetskog rata popularnija roditeljska metoda za obitelji srednje klase. U takvim se uvjetima djetetova sloboda i autonomija visoko cijene, a roditelji se prvenstveno oslanjaju na razgovor i pojašnjavanje, bez jasno postavljenih granica. Roditelji su nezahtjevni, pa stoga u ovom roditeljskom stilu ima malo kazna ili izričitih pravila. Ovi roditelji kažu da njihova djeca su slobodna od vanjskih ograničenja i imaju tendenciju da jako reagiraju na sve što dijete želi. Djeca popustljivih roditelja općenito su sretna, ali ponekad pokazuju nisku razinu samokontrole i samopouzdanja jer nemaju strukturu kod kuće.

### Neuključeni ili indiferentni stil roditeljstva
Neuključeni, indiferentni ili zanemarujući roditeljski stil je prisutan kada su roditelji često emocionalno ili fizički odsutni.  Imaju malo ili nimalo očekivanja od djeteta, malo s njim komuniciraju i redovito nemaju komunikaciju te ne reagiraju na djetetove potrebe i imaju malo. Često nemaju kontrolu nad djetetovim ponašanjem i ne postavljaju granice.  Kada su prisutni, mogu pružiti ono što je djetetu potrebno za preživljavanje uz malo ili bez angažmana.  Često postoji veliki jaz između roditelja i djece s takvim roditeljskim stilom.  Djeca koja imaju malo ili nimalo komunikacije s vlastitim roditeljima obično su žrtve druge djece i mogu i sami imati probleme ponašanja. Djeca neuključenih roditelja često imaju izazove u području socijalne kompetencije, akademskog uspjeha i psihosocijalnog razvoja.
Roditeljstvo ne završava s punoljetnošću djeteta. Mlađim odraslim osobama je često potrebna roditeljska podrška i nakon navršenih 18 godina starosti